# Usul al-din
Usul al-din (arabiska: أصول الدين, Religionens grunder/rötter) är inom imamitisk shiaislamisk teologi religionens fem grunder och syftar på de mest grundläggande trosuppfattningarna i islam enligt imamiterna. Tre av dessa fem grunder kallas för "islams grunder", vilka är tawhid (monoteism), nubuwwah (profetskap) och qiyamah (domedagen). De andra två kallas för "trons grunder", vilka är adalah (Guds rättvisa) och imamah (ledarskap). Man anser att de som tror på bara de första tre grunderna är muslim och de som tror på alla fem grunderna är imamitisk shiamuslim.
Den shiitiska imamitiska läran betonar att man måste inhämta kunskap om usul al-din med bevis och argument, för att därefter tro och bli övertygad om grunderna.
Efter att man är övertygad om dessa fem grunder ska man enligt läran vara hängiven till religionens grenar (furu al-din).